# Zastávka
Zastávka är en ort i Tjeckien.   Den ligger i regionen Södra Mähren, i den sydöstra delen av landet, 170 km sydost om huvudstaden Prag. Zastávka ligger 319 meter över havet och antalet invånare är 2 405.
Terrängen runt Zastávka är platt åt nordost, men åt sydväst är den kuperad. Runt Zastávka är det ganska tätbefolkat, med 65 invånare per kvadratkilometer. Närmaste större samhälle är Brno, 17,8 km öster om Zastávka. I omgivningarna runt Zastávka växer i huvudsak blandskog.